# Hasora thridas
Hasora thridas is een vlinder uit de familie van de dikkopjes (Hesperiidae). De wetenschappelijke naam van de soort is voor het eerst geldig gepubliceerd in 1832 door Jean Baptiste Boisduval.